# Causse Gantier
Causse Gantier est une ganterie française  fondée en 1892, qui s'est orientée vers le haut de gamme au cours des années 1980. La société fait l'objet d'une prise de participation majoritaire en 2012 par la filiale de Chanel, la société Paraffection.

## Histoire
La maison Causse est fondée à Millau en 1892 par Paul Causse. Elle fabrique alors des gants de ville, notamment pour les femmes puis des années plus tard pour les hommes. Durant les années 1950, Jean Causse, le fils du fondateur, diversifie l'activité et se lance dans la fabrication de gants de travail. Au cours des années 1970, Christian Causse, petit-fils du fondateur, doit faire face au déclin de la demande venant du fait que le port de gants était contesté par la jeune génération féminine et que la concurrence étrangère, venant en premier alors de certains pays de l'Europe de l'Est puis de divers pays d' Asie du Sud-Est, s'avère de plus en plus importante . Olivier Causse, l'arrière petit-fils du fondateur, rejoint la société durant les années 2000.
La maison est relancée en 2003 par les designers Nadine Carel et Manuel Rubio, associés à Gérard Boissins et Jean-Louis Costes. Une nouvelle usine de 1 700 m2, conçue par l'architecte Jean-Michel Wilmotte, voit le jour à Millau en 2006,. L'année suivante, Causse ouvre sa première boutique à Paris, située 12 rue de Castiglione dans le quartier de la Place-Vendôme. En 2012, Chanel fait l'acquisition de la ganterie par l'intermédiaire de sa filiale Paraffection,. La boutique parisienne est désormais depuis les années 2020 au 24 rue Cambon, près de la rue de Rivoli. 

## Activité
Causse dispose d'une manufacture située à Millau. Elle fabrique des gants sous sa marque et réalise des modèles pour des firmes de luxe comme Chanel et Louis Vuitton. En 2012, elle compte 40 salariés.